# Khalid al-Mihdhar
Khalid al-Mihdhar (en árabe: خالد المحضار; también transliterado Almihdhar (La Meca, Arabia Saudita, 16 de mayo de 1975 - Condado de Arlington, Virginia, Estados Unidos, 11 de septiembre de 2001) fue uno de los cinco secuestradores del vuelo 77 de American Airlines que se estrelló contra el Pentágono a las 9:37:44 horas ET como parte de los atentados del 11 de septiembre de 2001.
Mihdhar nació en Arabia Saudita y peleó como muyahid en la Guerra de Bosnia durante los años 1990. A inicios de 1999, viajó a Afganistán donde, como experimentado y respetado yihadista, fue seleccionado por Osama bin Laden para participar en los atentados del 11 de septiembre. Mihdhar llegó a California con otro futuro secuestrador, Nawaf al-Hazmi, en enero de 2000, tras viajar a Malasia para la cumbre de al Qaeda en Kuala Lumpur. Para este momento, la CIA estaba al corriente de Mihdhar y fue fotografiado en Malasia con otro miembro de al Qaeda que estuvo involucrado en el atentado contra el USS Cole. La CIA no informó al FBI cuando se enteró de que Mihdhar y Hazmi habían ingresado a Estados Unidos y Mihdhar no fue colocado en ninguna lista de vigilancia hasta agosto de 2001.
Al llegar a San Diego, Mihdhar y Hazmi debían entrenarse como pilotos, pero hablaban muy poco inglés y no les fue bien en las lecciones de vuelo. En junio de 2000, Mihdhar abandonó Estados Unidos rumbo a Yemen, dejando a Hazmi en San Diego. Mihdhar pasó algún tiempo en Afganistán a inicios de 2001 y regresó a Estados Unidos a principios de julio de 2001. Entre julio y agosto de 2001, permaneció en Nueva Jersey antes de llegar al área de Washington D. C. a inicios de septiembre de 2001. En la mañana del 11 de septiembre, Mihdhar abordó el vuelo 77 de American Airlines, que secuestró aproximadamente media hora después del despegue. El avión fue deliberadamente estrellado en el Pentágono a las 9:37:44 horas ET, matando a las 64 personas a bordo del vuelo, junto con 125 que se encontraban en tierra. Posteriormente, los archivos de inteligencia sobre Mihdhar indicaron a los investigadores que al-Qaeda estaba detrás de los ataques. En las primeras semanas después del atentado, algunos informes sugirieron que Mihdhar y algunos de los otros secuestradores estaban vivos; pero, investigaciones posteriores encontraron que estos informes se basaron en identificaciones erróneas ocasionadas por los nombres árabes comunes.

## Antecedentes
Khalid al-Mihdhar nació en mayo de 1975 en La Meca, Arabia Saudita, en una familia prominente relacionada con la tribu Quraysh. Se conoce poco sobre su vida antes de la edad de 20 años, cuando él y su amigo de infancia Nawaf al-Hazmi partieron a Bosnia para luchar con los muyahidín en la Guerra de Bosnia. Después de la guerra, Mihdhar y Hazmi fueron a Afganistán, donde pelearon junto con los talibán contra la Alianza del Norte, y al-Qaeda nombraría más tarde a Nawaf como "segundo al mando". En 1997, Mihdhar dijo a su familia que se marchaba a luchar en Chechenia. aunque no existe certidumbre de que haya ido efectivamente a Chechenia. Ese mismo año, ambos amigos atrajeron la atención del servicio de inteligencia saudí, que creía que estaban involucrados en contrabando de armas, y el año siguiente fueron vistos como posibles colaboradores en los atentados terroristas a las embajadas estadounidenses en 1998 en África Oriental después de que se supo que Mohamed Rashed Daoud Al-Owhali había dado al FBI el número telefónico del suegro de Mihdhar; 967-1-200578, que resultó siendo una central clave de comunicaciones para los militantes de al Qaeda y, eventualmente, dio información a los estadounidenses sobre la próxima cumbre de al Qaeda en Kuala Lumpur.
A fines de los años 1990, Mihdhar se casó con Hoda al-Hada, quien era hija de un camarada de Yemen, y tuvieron dos hijas. Por medio del matrimonio, Mihdhar estaba relacionado con varios individuos involucrados de alguna manera con al-Qaeda. El suegro de Mihdhar, Ahmad Muhammad Ali al-Hada, facilitó las comunicaciones de al-Qaeda en Yemen, y, a fines de 2001, el cuñado de Mihdhar, Ahmed al-Darbi, fue capturado en Azerbaiyán y enviado a la Base Naval de la Bahía de Guantánamo bajo cargos de apoyar un complot para bombardear barcos en el estrecho de Ormuz.